# 青森県道159号大泉姥萢線
青森県道159号大泉姥萢線（あおもりけんどう159ごう おおいずみうばやちせん）は青森県北津軽郡鶴田町から五所川原市に至る一般県道である。

## 概要
鶴田町大字鶴田字大泉で青森県道158号胡桃舘鶴田線から分岐し、国道339号バイパスの西側を平行して通り、五所川原市大字姥萢で国道101号・国道339号バイパス交点に至る。

### 路線データ
- 起点 : 北津軽郡鶴田町大字鶴田字大泉[1]（青森県道158号胡桃舘鶴田線交点）
- 終点 : 五所川原市大字姥萢[1]（国道101号・国道339号交点）

## 歴史
- 1961年（昭和36年）2月10日 - 県道に認定される[1]。

## 地理

### 交差する道路
- 青森県道158号胡桃舘鶴田線（北津軽郡鶴田町大字鶴田字大泉、起点）
- 国道339号バイパス（五所川原市大字姥萢）
- 国道101号・国道339号バイパス（五所川原市大字姥萢、終点）